# IPhone SE (2.ª geração)
A segunda geração do iPhone SE (referido às vezes como iPhone SE 2020 ou iPhone SE 2) é um smartphone da linha iPhone, desenhado, desenvolvido e vendido pela Apple Inc. Foi anunciado no dia 15 de abril de 2020 e é o sucessor direto do iPhone SE, contudo, incorpora a tela, a bateria e o corpo (dimensões, tamanho e disposição dos componentes) do iPhone 8 – podendo ser considerado também um sucessor deste – e o hardware e recursos do iPhone 11, como o processador Apple A13 Bionic, seguindo assim, o mesmo conceito da primeira geração, que possuía o design similar ao do iPhone 5s, porém, incorporando os recursos de hardware do iPhone 6s. 

## Antecedentes
Em 2017, a Apple anunciou pela primeira vez três smartphones juntos: os iPhones 8 e 8 Plus, com o design clássico da empresa (botão Home e o Touch ID integrado ao mesmo), e o iPhone X (dez em algarismo romano), com novidades no design, em comemoração aos dez anos de lançamento da linha. Dentre elas a adoção da tela em boa parte da frente do aparelho, com um notch no topo, a remoção do botão Home e a introdução do Face ID – sistema de desbloqueio por escaneamento do rosto através da câmera TrueDepth. Desde então, a empresa só lançou iPhones com o design do X, deixando de lado o design que marcou a empresa.
No fim de 2019, começaram a surgir rumores que a empresa estaria planejando lançar um novo iPhone como o iPhone SE, lançado em 2016 – dessa vez, com a estrutura do iPhone 8 e hardware dos últimos iPhones lançados pela empresa. Acreditava-se que o aparelho poderia se chamar iPhone 9, já que houve um salto do iPhone 8 para o X. Também houve rumores que haveria uma versão Plus, com tela de 5,5", mas estes não se confirmaram.

## Anúncio
O aparelho foi apresentado em 15 de abril de 2020, através de uma nota no site da empresa, já que por conta da pandemia do novo coronavírus, não houve a possibilidade de realizar-se um evento de lançamento. Foram disponibilizadas três cores: preta, branca e a vermelha com a marca Product Red. Na mesma nota, a empresa anunciou que a pré-venda nos Estados Unidos começaria em 17 de abril e as vendas on-line em 24 de abril, com preços a partir de US$ 399.
Já no Brasil, o aparelho teve suas vendas iniciadas em 30 de abril de 2020, com os seguintes preços:
- 64 GB – R$ 3.699
- 128 GB – R$ 3.999
- 256 GB – R$ 4.499

## Especificações
O iPhone SE 2020 conta com as mesmas dimensões e estrutura do iPhone 8, além da mesma tela LCD Retina HD de 4,7" com a tecnologia TrueTone, botão Home na parte inferior do aparelho com Touch ID e bateria não removível. 
No hardware, o aparelho conta com o mesmo chip dos iPhones 11 – o Apple A13 Bionic, com a terceira geração do Neural Engine – carregamento sem fio através do padrão Qi e rápido através de um carregador vendido a parte. Além de contar com WiFi 6, Bluetooth 5.0, e suporte a dois chips, sendo um chip físico e outro eSim.